# Bruno (Włochy)
Bruno – miejscowość i gmina we Włoszech, w regionie Piemont, w prowincji Asti.
Według danych na styczeń 2009 gminę zamieszkiwały 362 osoby przy gęstości zaludnienia 39,4 os./1 km².